# بخش اتیمبو
بخش اتیمبو (به لاتین: Etimboue) یک منطقهٔ مسکونی در گابن است که در استان اوگوئه-مارتینتایم واقع شده‌است. بخش اتیمبو ۵٬۷۲۳ نفر جمعیت دارد.